# Henrik Danielsson
Henrik Danielsson, född 28 januari 1982, är en svensk skådespelare och musiker. Han är uppvuxen i Hjärup, utanför Lund.

## Teater

### Roller (ej komplett)
| År   | Roll | Produktion                                          | Regi            | Teater                             |
| ---- | ---- | --------------------------------------------------- | --------------- | ---------------------------------- |
| 2000 |      | Den kaukasiska kritcirkeln Bertolt Brecht           |                 | Sommarteater på Krapperup          |
| 2002 |      | Muntra fruarna i Windsor William Shakespeare        |                 | Sommarteater på Krapperup          |
| 2003 |      | Den (Skånska) Kaukasiska kritcirkeln Bertolt Brecht |                 | Månteatern                         |
| 2004 |      | Fårakällan Lope de Vega                             |                 | Sommarteater på Krapperup          |
| 2006 |      | Sockersyndromet                                     |                 | Folkteatern i Göteborg             |
| 2007 |      | VD Stig Larsson                                     | Henric Holmberg | Teaterhögskolan i Malmö            |
| 2008 |      | Om kärleken                                         |                 | Teater Halland                     |
| 2008 |      | Katharsis                                           |                 | Turteatern                         |
| 2008 |      | Terrorism                                           |                 | Teaterhögskolan i Malmö            |
| 2008 |      | Sweden™                                             |                 | Teaterhögskolan i Malmö            |
| 2008 |      | Macbeth William Shakespeare                         |                 | Sommarteater på Krapperup          |
| 2008 |      | Roberto Zucco Bernard-Marie Koltès                  |                 | Statens Scenekunstskole, Köpenhamn |
| 2009 |      | Spisa Strindberg - min middag med August            |                 | Teater Halland                     |
| 2009 |      | Blodsbröllop Gabriel Garcia Lorca                   |                 | Teater Halland                     |
| 2010 |      | Malla Handlar                                       |                 | Teater Halland                     |
| 2010 |      | Starfish                                            |                 | Teater Halland                     |
| 2011 |      | Pinocchio Carlo Collodi                             |                 | Teater Halland                     |
| 2013 |      | Olycksfågelns Dotter                                |                 | Teater Halland                     |
| 2014 |      | Hedda Gabler Henrik Ibsen                           |                 | Teater Halland                     |

## Filmografi
- 2003 – Huset vid vägens ände
- 2007 – Hata Göteborg

## Webbkällor
- ”Musikalisk lek med Strindberg”. Hallands Nyheter. Arkiverad från originalet den 6 mars 2010. https://archive.is/20100306022443/http://hn.se/kulturnoje/scen/1.662842-musikalisk-lek-med-strindberg. Läst 28 december 2009.
- ”Om kärleken - poetiskt om djur i en grym människovärld”. Svenska dagbladet. http://www.svd.se/kulturnoje/scen/artikel_2109629.svd.
- ”"Om kärleken" Teater Halland, Varberg”. Dagens nyheter. http://www.dn.se/DNet/jsp/polopoly.jsp?d=2205&a=855884.
- ”Galopperande galenskap”. Nummer. http://www.nummer.se/Templates/Review____6746.aspx.
- ”Direktörens många ansikten”. Helsingborgs dagblad. Arkiverad från originalet den 5 januari 2009. https://web.archive.org/web/20090105021343/http://hd.se/kultur/scen/2007/10/23/direktoerens-maanga-ansikten/. Läst 29 november 2008.
- ”Svenska kärnvärden på Turteatern”. SR Kulturnytt. http://www.sr.se/sida/arkiv.aspx?ProgramID=478&formatID=1&Artikel=2267050.